# 德鲁兹国
德鲁兹国（羅馬化：Jabal al-Druze）是法国委任统治叙利亚时期在叙利亚南部的德鲁兹人聚居区设立的一个自治国家。1921年，从大马士革国分裂出来；1922年，定名为苏韦达国；1927年，改名为德鲁兹国；1936年，并入叙利亚共和国。今属叙利亚苏韦达省。